# Laércio Soldá
Laércio Soldá (* 22. März 1993 in Marau, RS), auch bekannt als Laércio, ist ein brasilianischer Fußballspieler.

## Karriere
Laércio Soldá stand von 2013 bis 2016 beim CE Lajeadense im brasilianischen Lajeado im Bundesstaat Rio Grande do Sul unter Vertrag. Mit dem Verein gewann er 2014 den Super Copa Gaúcha und 2015 die Recopa Gaúcha und die Copa Federação Gaúcha de Futebol. Über den SER Caxias do Sul und den Boa EC wechselte er im Oktober 2020 nach Santos zum FC Santos. Mit dem Verein spielte er in der ersten brasilianischen Liga, der Série A. 2020 stand Santos im Endspiel der Copa Libertadores. Hier verlor man gegen den ebenfalls aus Brasilien stammenden Verein Palmeiras São Paulo mit 1:0. Im Endspiel saß er auf Ersatzbank und kam nicht zum Einsatz. Über die brasilianischen Vereine Chapecoense und EC Santo André wechselte er im Juni 2022 nach Asien. Hier unterschrieb er in Thailand einen Vertrag beim Erstligaaufsteiger Sukhothai FC.

## Erfolge
CE Lajeadense
- Super Copa Gaúcha: 2014
- Recopa Gaúcha: 2015
- Copa Federação Gaúcha de Futebol: 2015

FC Santos
- Copa Libertadores: 2020 (Finalist)